# Rosemarie Aquilina
Rosemarie E. Aquilina (Múnich, Alemania Occidental, 25 de abril de 1958) es una jueza de tribunal del circuito del Condado Ingham, Míchigan, Estados Unidos.

## Educación y Juventud
Aquilina se mudó a los Estados Unidos con su familia cuando era niña, convirtiéndose en ciudadano naturalizado cuando cumplió doce años. Tiene un título de grado en Periodismo y en Educación de Inglés en la Universidad Estatal de Míchigan (Michigan State University) en 1979 y obtuvo su grado en Derecho en Escuela de Derecho Cooley en Lansing en 1984.

## Carrera
Al culminar la Escuela de Leyes, Aquilina trabajó diez años como administradora de campaña y ayudante administrativo para el Senador Estatal John F. Kelly y luego trabajó como socia de su empresa; ella también formó un despacho propio, donde practicó en sociedad con su hermana, Helen Hartford. Fue presentadora de una tertulia radiofónica, "Preguntar al Abogado Familiar".
En 1990, Aquilina se lanzó para el Senado Estatal de Michigan, sin suerte. En 2004 fue elegida juez del 55.º Tribunal del Distrito de Michigan y en noviembre de 2008 fue elegida juez del 30.º Tribunal de Circuito para el  Condado Ingham. En 2006, presidió el caso de los padres adoptivos de Ricky, quienes fueron encontrados culpables de asesinato de su hijo holandés de siete años. En julio de 2013 sigue el caso de la ciudad de Detroit, archivado por violar la constitución estatal, y envió un memorándum aconsejable a Presidente Obama. En enero de 2018 permitió a las víctimas del equipo de gimnasia olímpica de EE. UU. del doctor de equipo Larry Nassar presentar un testimonio extendido. Nassar fue sentenciado a una condena de 175 años en prisión por abuso sexual de jóvenes mujeres.
Aquilina ha publicado dos novelas, Feel No Evil (2003) y Triple Cross Killer (2017), y tiene otro próximo por salir.

## Vida privada
El padre de Aquilina era un urólogo maltés, quién desde entonces ha producido el Vino Aquilina en Argentina. Él y su madre, alemana, se conocieron en un tren. Inmigraron con sus niños a Detroit y más tarde se mudaron a Saginaw. Aquilina vive en el Municipio de Meridian con sus padres. Se casó después de su graduación y tuvo dos niños mientras estaba en la escuela de derecho; desde entonces tuvo otra hija y en su cincuenta tuvo gemelos a través de un banco de esperma.